# Braemar Reservoir
Braemar Reservoir är en reservoar i Hongkong (Kina). Den ligger i den centrala delen av Hongkong. Braemar Reservoir ligger 173 meter över havet. I omgivningarna runt Braemar Reservoir växer i huvudsak städsegrön lövskog.